# Cohen's Luck
Cohen's Luck er en amerikansk stumfilm fra 1915 af John H. Collins.

## Medvirkende
- William Wadsworth som Abe Cohen.
- Lillian Devere som Cohens kone.
- Viola Dana som Minnie Cohen.
- Harry Scherr som Abe Cohen Jr.
- Duncan McRae som Sam Blumenthal.